# ガラスの城 (松本清張)
『ガラスの城』（ガラスのしろ）は、松本清張の長編推理小説。雑誌『若い女性』に連載され（1962年1月号 - 1963年6月号）、加筆修正の上、1976年9月に講談社から刊行された。東京都心に勤務する女性社員が、社内旅行中に発生した殺人事件の謎を追うミステリー長編。
1977年・2001年・2024年にテレビドラマ化されている。

## あらすじ
（三上田鶴子の手記）「わたし三上田鶴子は、一流企業である東亜製鋼に勤めているが、しょせん女性社員は男性社員の事務補助にすぎない。的場郁子は入社して20年にもなるが、あらゆる男性社員を軽蔑している。吝嗇で貯蓄に熱心な彼女の意識の中に、男性社員への優越があるのかもしれない。社員旅行の回状がまわってきた。おざなりの親睦、冒険のなさ、退屈な見物、束縛された行動－。おもしろくもない修善寺に来た。わたしは社員が見えすいたお世辞やお追従を言う宴席を見ていられなくて、ひとりで寺のほうへ行った…。わたしは、たしかに二人が抱擁した姿を見た。男性の正体は杉岡課長、女性は誰だか判別がつかない…。今朝は少し意外なことがあった。杉岡課長の姿がないのである」……。
（的場郁子のノート）「三上田鶴子は、性質に可愛げがないうえに、服装の好みも野暮ったくて陰気な感じです。彼女は同僚ともそれほど打ち解けず、他人が話をするときは自分だけ離れて本を読んでいる女です…」。

## 主な登場人物

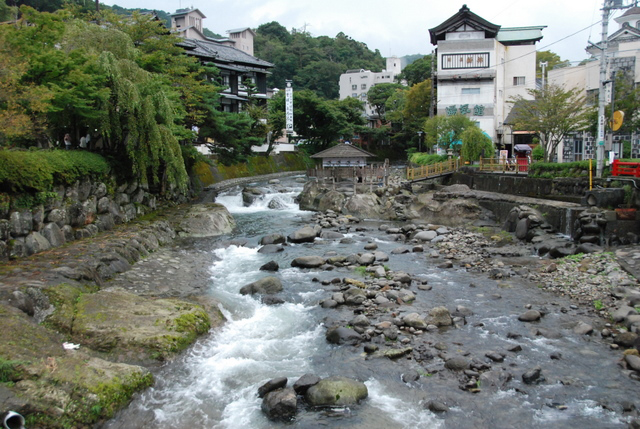
小説の舞台となる修善寺温泉

原作における設定を記述。
三上田鶴子
東亜製鋼勤務のOLで販売部管理係。入社6年。第一部の語り手。
的場郁子
販売部のタイピスト。入社20年のお局的存在。第二部の語り手。
鈴木信子
販売部管理係。T塾大卒で美貌の持ち主。
橋本啓子
販売部計算係。派手な容姿。
和島好子
三上田鶴子より2つ年下の庶務。
浅野由理子
販売部計算係。昨年入社の新人。
田口欣作
大阪から転勤してきた庶務主任。
杉岡久一郎
販売部課長。T大卒でスタイリッシュな風貌のエリート。
富崎弥介
販売部次長。T大卒で杉岡課長の側近をもって任じる。
富崎玲子
富崎次長の妻。実家は山梨県の大月市。
野村俊一
販売部次長。地味な存在。
林田徳右衛門
大仁駅近くで花壇を営む造園師。

## エピソード
- 著者は本作について「オフィス・ビルを「ガラスの城」と形容した。一つには「こわれやすい」の意がある」「舞台を伊豆修禅寺にとったのは、昭和二十九年二月に初めてこの地を訪れたのが印象にあったからである」と述べている[1]。

## テレビドラマ

### 1977年版
「松本清張のガラスの城」。1977年12月3日、テレビ朝日系列の「土曜ワイド劇場」枠（21:00-22:24）で放映。視聴率14.2％（ビデオリサーチ調べ、関東地区）。
一般家庭にビデオが普及する前の1981年頃、東映芸能ビデオからビデオが4万9000円で発売されていたことがある。本作の映像ソフトはこれが唯一となっており、現在まで一切再発売やDVD化・BD化は行われていない。
キャスト
- 的場郁子 : 長山藍子
- 長門裕之
- 柳生博
- 福田豊土
- 宮武刑事 : 橋本功
- 三上田鶴子 : 三浦真弓
- 杉岡久一郎 : 西沢利明
- 小島三児
- 富田仲次郎
- 林美樹
- 小林千枝

スタッフ
- 脚本：神波史男
- 監督：齋藤武市
- 音楽：深澤康雄
- 制作：東映

| テレビ朝日系列 土曜ワイド劇場             | テレビ朝日系列 土曜ワイド劇場      | テレビ朝日系列 土曜ワイド劇場                          |
| 前番組                                    | 番組名                             | 次番組                                                 |
| ----------------------------------------- | ---------------------------------- | ------------------------------------------------------ |
| いのちある限り 燃えろ!熱球 （1977.11.26） | 松本清張のガラスの城 （1977.12.3） | 死の匂い （原作：カトリーヌ・アルレー） （1977.12.10） |

### 2001年版
「松本清張特別企画・ガラスの城」。2001年1月28日、BSジャパンの「BSミステリー」枠（21:00-22:54）にて放映。地上波では、同年1月31日にテレビ東京系列の「女と愛とミステリー」枠（20:54-22:48）で放映。原作の手記に代えてビデオテープが使われる設定となっている。視聴率13.7％（ビデオリサーチ調べ、関東地区）。
キャスト
- 的場郁子：岸本加世子
- 三上田鶴子：洞口依子
- 今西武雄：勝野洋
- 田口欣作：六平直政
- 鳥飼警部：石倉三郎
- 野村俊一：黒沼弘己
- 杉岡久一郎：菊池隆則
- 富崎弥介：中原丈雄
- 浅野芳江：宮下順子
- 三上千鶴：吉村実子
- 橋本啓子：大竹一重
- 浅野由里子：伊達あおい
- 岩城周蔵：黒部進
- 山根吉郎：花上晃
- 倉田刑事：木村栄
- 杉岡真寿美：日向明子
- 富崎玲子：岩本千春
- 林田徳右衛門：二瓶鮫一
- 柳沢早苗：田岡美也子
- 池田素子：坪井木の実
- 村瀬百代：松尾あぐり
- 鶴間太郎
- 内藤正記
- 大城英司
- 清水善三
- 宝城清子
- 北村博美
- 佐藤悦子
- 古谷裕美
- 松野彩子

スタッフ
- 脚本：中岡京平
- 監督：関本郁夫
- 音楽：大島ミチル
- 選曲・音響効果：スワラプロダクション（伊藤克己）
- 技術協力：テクノマックス
- ポスプロ：IMAGICA
- プロデュース：佐々木彰、鶴間和夫（C.A.L）
- 制作：テレビ東京、BSジャパン、C.A.L、電通音楽出版

| テレビ東京系列 女と愛とミステリー   | テレビ東京系列 女と愛とミステリー         | テレビ東京系列 女と愛とミステリー             |
| 前番組                              | 番組名                                    | 次番組                                        |
| ----------------------------------- | ----------------------------------------- | --------------------------------------------- |
| 不倫調査員・片山由美1 （2001.1.24） | 松本清張特別企画 ガラスの城 （2001.1.31） | てのひらの闇 （原作：藤原伊織） （2001.2.14） |

### 2024年版
『テレビ朝日開局65周年記念 松本清張 二夜連続ドラマプレミアム』の第二夜として、2024年1月4日にテレビ朝日系列で放送された。主演は波瑠。

#### キャスト（2024年版）

##### 主要人物
的場郁子〈31〉
演 - 波瑠
三上田鶴子〈45〉
演 - 木村佳乃

##### 實友商事・次世代エネルギー部
鈴木信乃〈31〉
演 - 蓮佛美沙子
橋本啓子〈28〉
演 - 川島海荷
田口欣吾〈38〉
演 - 内野謙太
和島好子〈38〉
演 - 野呂佳代
浅野由理花〈23〉
演 - 仁村紗和
杉岡久一郎〈45〉
演 - 丸山智己
富崎弥大〈40〉
演 - 塚本高史
野村俊一〈45〉
演 - 武田真治
池田萌絵
演 - 佐々木史帆
佐々木誠
演 - 山口貴也

##### 静岡県警
佐原壮馬〈35〉
演 - 満島真之介
倉田文則〈55〉
演 - 高嶋政伸

##### その他
野村実奈
演 - 吉井怜
野村俊一の妹。植木屋「あさぎ園」に勤務。
杉岡いずみ
演 - 片岡礼子
杉岡久一郎の妻。
富崎玲子
演 - 沢井美優
富崎弥大の妻。
浅野絵未子
演 - 川俣しのぶ
由理花の母。
林田徳治
演 - 遠山俊也
玲子の実家の植木屋「林田花壇」代表。
小柳泰造
演 - 本間剛
杉岡の遺体が発見された工事現場を仕切る佐藤建設の責任者。
青山俊一
演 - 馬庭良介
三上田鶴子と的場郁子がそれぞれ持ち込んだ遺体発見現場から採取された土を鑑定する研究員。
レポーター
演 - 志田美由紀
静岡の工事現場で杉岡久一郎の遺体が発見されたニュースを現地からレポートする。

#### スタッフ（2024年版）
- 原作 - 松本清張『ガラスの城』（講談社文庫）
- 脚本 - 大森美香
- 音楽 - 木村秀彬
- 監督 - 樹下直美（アズバーズ）
- ゼネラルプロデューサー - 横地郁英（テレビ朝日）、大江達樹（テレビ朝日）
- プロデューサー - 神田エミイ亜希子（テレビ朝日）、目黒正之（東映）、土井健生（東映）
- 制作 - テレビ朝日、東映